# Peperomia jalcaensis
Peperomia jalcaensis är en pepparväxtart som beskrevs av Pino. Peperomia jalcaensis ingår i släktet peperomior, och familjen pepparväxter. Inga underarter finns listade i Catalogue of Life.